# Međupodsavezna nogometna liga – Istok 1964./65.
Međupodsavezna liga – Istok, također i kao   Međupodsavezna liga Zagreb – Istočna skupina  je bila liga četvrtog stupnja nogometnog prvenstva Jugoslavije u sezoni 1964./65. 
 
Sudjelovalo je 11 klubova, a prvak je bio "Slaven" iz Koprivnice. 

## Ljestvica
| mj. | klub                          | ut. | pob. | ner. | por. | gol+ | gol- | bod     |
| --- | ----------------------------- | --- | ---- | ---- | ---- | ---- | ---- | ------- |
| 1.  | Slaven Koprivnica             | 20  | 16   | 0    | 4    | 101  | 18   | 32      |
| 2.  | Proleter Garešnički Brestovac | 20  | 11   | 3    | 6    | 52   | 54   | 25      |
| 3.  | Drvodjelac Virovitica         | 20  | 10   | 3    | 7    | 50   | 43   | 23      |
| 4.  | Bjelovar                      | 20  | 11   | 3    | 6    | 51   | 39   | 21 (-4) |
| 5.  | Graničar Đurđevac             | 20  | 7    | 4    | 9    | 48   | 51   | 18      |
| 6.  | Daruvar                       | 20  | 7    | 4    | 9    | 51   | 56   | 18      |
| 7.  | Pitomača                      | 20  | 7    | 3    | 10   | 47   | 45   | 17      |
| 8.  | Hajduk Pakrac                 | 20  | 7    | 3    | 10   | 37   | 52   | 17      |
| 9.  | Graničar Legrad               | 20  | 6    | 4    | 10   | 37   | 60   | 16      |
| 10. | Kalnik Križevci               | 20  | 5    | 6    | 9    | 25   | 55   | 16      |
| 11. | Partizan Suhopolje            | 20  | 6    | 1    | 13   | 49   | 66   | 13      |

## Rezultatska križaljka
| kratica | klub                          | BJE | DAR | DRV | GRAĐ | GRAL | HAJ | KAL | PAR | PIT | PRO | SLA |
| --- | ----------------------------- | --- | --- | --- | ---- | ---- | --- | --- | --- | --- | --- | --- |
| BJE | Bjelovar                      |     |     |     |      |      |     |     |     |     |     |     |
| DAR | Daruvar                       |     |     |     |      |      |     |     |     |     |     |     |
| DRV | Drvodjelac Virovitica         |     |     |     |      |      |     |     |     |     |     |     |
| GRAĐ | Graničar Đurđevac             |     |     |     |      |      |     |     |     |     |     |     |
| GRAL | Graničar Legrad               |     |     |     |      |      |     |     |     |     |     |     |
| HAJ | Hajduk Pakrac                 |     |     |     |      |      |     |     |     |     |     |     |
| KAL | Kalnik Križevci               |     |     |     |      |      |     |     |     |     |     |     |
| PAR | Partizan Suhopolje            |     |     |     |      |      |     |     |     |     |     |     |
| PIT | Pitomača                      |     |     |     |      |      |     |     |     |     |     |     |
| PRO | Proleter Garešnički Brestovac |     |     |     |      |      |     |     |     |     |     |     |
| SLA | Slaven Koprivnica             |     |     |     |      |      |     |     |     |     |     |     |
| |                               |     |     |     |      |      |     |     |     |     |     |     |
| podebljan rezultat - utakmice od 1. do 11. kola (1. utakmica između klubova) rezultat normalne debljine - utakmice od 12. do 22. kola (2. utakmica između klubova) rezultat nakošen - nije vidljiv redoslijed odigravanja međusobnih utakmica iz dostupnih izvora rezultat smanjen * - iz dostupnih izvora nije uočljiv domaćin susreta prekrižen rezultat - poništena ili brisana utakmica p - utakmica prekinuta 3:0 p.f. / 0:3 p.f. - rezultat 3:0 bez borbe n.i. - nije igrano |                               |     |     |     |      |      |     |     |     |     |     |     |

 Izvori:

## Unutarnje poveznice
- Međupodsavezna nogometna liga – Zapad 1964./65.
- Zagrebačka zona 1964./65.
- Podsavezna liga Bjelovar 1964./65.
- Podsavezna liga Koprivnica 1964./65.